# Macromitrium nietneri
Macromitrium nietneri är en bladmossart som beskrevs av C. Müller 1869. Macromitrium nietneri ingår i släktet Macromitrium och familjen Orthotrichaceae. Inga underarter finns listade i Catalogue of Life.